# Brighella

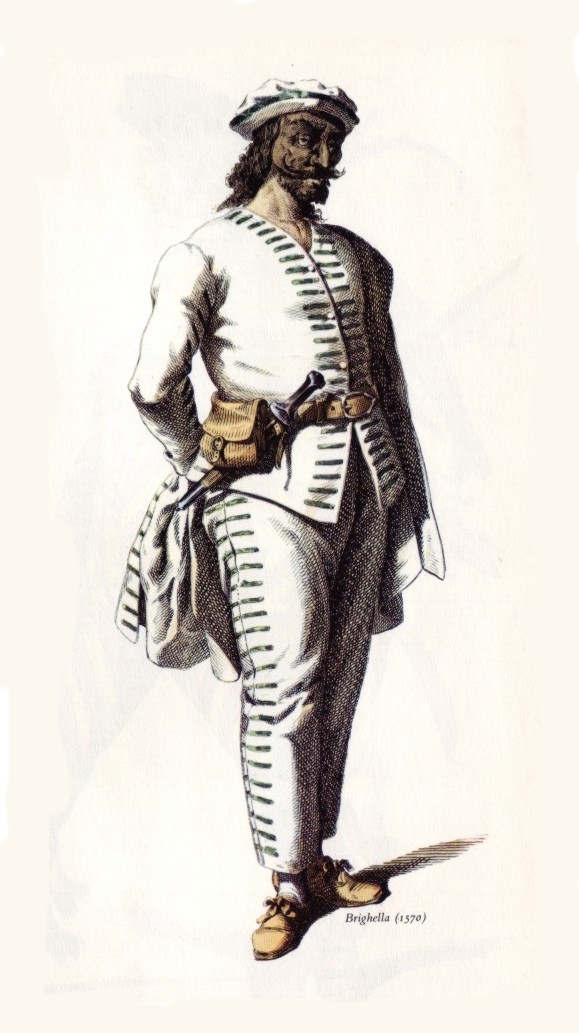
Brighella, personnage de la commedia dell’arte.

Brighella, ou Briguelle en français, est un personnage type de la commedia dell'arte. Il est zanni.
Brighella est un des types les plus anciens et les plus constants du valet bouffon de la comédie italienne. Son nom vient de briga, querelle. Il est, comme Arlequin, originaire de Bergame en Lombardie, mais il est plus astucieux puisqu’il habite la ville « haute ». Il se définit lui-même ainsi : « Je suis un homme fameux pour les fourberies et les plus belles, c’est moi qui les ai inventées. »
Toujours habillé de vert et blanc avec un masque noir ou olive sur le visage, il porte une bourse et un poignard à sa ceinture.
Capable de tout, insolent avec les femmes, fanfaron lorsqu’il n’a rien à craindre, Brighella peut, grâce à un langage mielleux, à des talents de musicien et de danseur, et à une rare adresse, rendre des services variés. Il n’a de répugnance pour aucun métier et devient tour à tour, selon les besoins de la circonstance, soldat, clerc de procureur, valet de bourreau. C’est un aubergiste qui, malgré ses petits rôles, fait comprendre la pièce aux spectateurs. C’est un valet rusé, qui arrange des mariages, manipule ses maîtres.
Passé des improvisations de la commedia dell’arte dans les pièces écrites de la Comédie-Française sur des canevas italiens, ce type de valet revient souvent chez Molière : par exemple, Scapin, personnage principal des Fourberies de Scapin, qui lui aussi était un fourbe.
Au XVIIIe siècle, Giuseppe Angeleri et Atanazio Zanoni, de Ferrare, se distinguèrent en Italie dans l’emploi de Brighella. On peut rapporter à ce personnage celui de Flautino, créé en 1675 à Paris par Jean Gherardi et celui de Gradelino, joué dans la même ville en 1687 par Constantin Constantini. Ce sont, sous des noms nouveaux, la reproduction de tous les traits de Brighella.

## Sources
- Gustave Vapereau, Dictionnaire universel des littératures, Paris, Hachette, 1876, p. 326